# Абдуманнопов, Дониёр
Дониёр Бахтиёржон оглы Абдуманнопов (род. 12 октября 2000, Мархамат, Андижанская область) — узбекский футболист, вингер клуба «Андижан».

## Карьера

### «Андижан»
Воспитанник клуба «Андижан». В 2019 году стал привлекаться к играм с основной командой. Дебютировал за клуб 10 мая 2019 года в матче против клуба «Согдиана». Затем на протяжении сезона оставался игроком замены, продолжая выступать за молодёжный состав.
В начале 2020 года футболист гот овился к новому сезону с основной командой. Первый матч в сезоне сыграл 28 февраля 2020 года против ташкентского «Локомотива», выйдя на замену в самой концовке матча. В августе 2020 года футболист стал получать больше игровой практики и в дальнейшем закрепился в основной команде клуба. Дебютный гол за клуб забил 30 сентября 2020 года в матче против бекабадского «Металлурга». По окончании сезона футболист вместе с клубом остановились на 13 итоговом месте и отправились в стыковые матчи за сохранение прописки в сильнейшем дивизионе. По итогу стыкового матча 15 декабря 2020 года против «Нефтчи» футболист отличился забитым голом и помог клубу остаться в Суперлиге.
Новый сезон начал 11 марта 2021 года в матче против клуба «Кызылкум». Первым в сезоне результативным действием отличился 20 марта 2021 года в матче против клуба «Бунёдкор», отдав голевую передачу. Первый гол забил 27 июня 2021 года в матче против клуба АГМК.

### «Энергетик-БГУ»
В июле 2021 года к футболисту проявлял интерес белорусский клуб «Энергетик-БГУ». В августе 2021 года начал тренироваться с клубом и 7 августа 2021 года дебютировал за клуб в матче Кубка Белоруссии против гродненского «Немана». На следующий день футболист был официально представлен в клубе. Дебютный матч в Высшей Лиге сыграл 22 августа 2021 года против борисовского БАТЭ. Однако затем футболист потерял место в основной команде и до конца сезона так в неё и не вернулся.

#### Аренда в «Согдиану»
В январе 2022 года на правах аренды перешёл в узбекистанский клуб «Согдиана». Дебютировал за клуб 11 марта 2022 года в матче против самаркандского «Динамо». Дебютный гол за клуб забил 26 апреля 2022 года против клуба «Навбахор». Затем футболист на протяжении ещё 2 матчей отличился 2 забитыми голами. В июле 2022 года покинул клуб.

#### Аренда в «Навбахор»
В июле 2022 года сменил клубную прописку и перешёл в клуб «Навбахор». Дебютировал за клуб 2 августа 2022 года в матче против клуба «Насаф». Закрепился в основной команде клуба, однако оставался игроком скамейки запасных, выходя обычно на замену в середине второго тайма. Вместе с клубом дошёл до финала Кубка Узбекистана, где встретился 30 октября 2022 года с клубом «Насаф», в чьи ворота забил свой дебютный за клуб гол, благодаря которому свёл матч в ничью, однако в добавочное время соперники оказались сильнее. Первый гол в чемпионате забил 12 ноября 2022 года в матче заключительного тура против клуба АГМК. По итогу сезона стал серебряным призёром Суперлиги. В январе 2023 года покинул клуб.

### «Бунёдкор»
В феврале 2023 года футболист тренировался с узбекистанским клубом «Бунёдкор». Вскоре футболист официально присоединился к клубу. Дебютировал за клуб 4 марта 2023 года в матче против клуба «Согдиана». Дебютный гол за клуб забил 18 марта 2023 года в матче против клуба «Андижан». Сыграл за клуб в 14 матчах во всех турнирах, отличившись забитым голом и 4 результативными передачами.

### «Навбахор»
В июле 2023 года футболист перешёл в клуб «Навбахор». Первый матч за клуб сыграл 30 июля 2023 года против клуба «Кызылкум», выйдя на замену на 76 минуте. Первый гол забил 14 августа 2023 года в матче Кубка Узбекистана против клуба «Арал». Затем вместе с клубом отправился на квалификационный матч Лиги чемпионов АФК, где 22 августа 2023 года сыграли против катарского клуба «Аль-Вакра», а футболист забил победный гол. Первый матч в групповом этапе Лиги чемпионов АФК сыграл 18 сентября 2023 года против саудовского клуба «Аль-Хиляль». Также в матче 3 октября 2023 года против индийского клуба «Мумбаи Сити» отличился забитым голом. Первым забитым голом в чемпионате отличился 27 октября 2023 года в матче против клуба «Сурхан». По итогу сезона футболист вместе с клубом стал бронзовым призёром чемпионата.

### «Пахтакор»
В январе 2024 года футболист на правах свободного агента присоединился к ташкентскому «Пахтакору». Дебютировал за клуб футболист 4 марта 2024 года в матче против клуба «Сурхан», выйдя на замену на 71 минуте.

## Международная карьера
В марте 2021 года получил вызов в молодёжную сборную Узбекистана. Дебютировал за сборную 25 марта 2021 года против Словакии. Дебютный гол за сборную забил 27 марта 2021 года против сборной Украины.